# Митридат I (Партия)
Вижте пояснителната страница за други личности с името Митридат.
Митридат I (Mihrdāt; Miθradāta) е владетел на Партия от династията на Арсакидите. Син на Фриапатий и наследник на брат си Фраат I.
Митридат I управлява от 171 пр.н.е. до 138 пр.н.е. превръщайки Партското царство в могъща военна и политическа сила. Покорява Херат, Мидия, Вавилония, побеждава армиите на Гръко-Бактрийското царство, установява контрол над т.нар. „Път на коприната“. Разгромява Селевкидската империя и пленява цар Деметрий II Никатор, когото сродява с дъщеря си и по-късно изпраща обратно в Сирия за да се намеси във вътрешните междуособици на селевкидите.